# Ullal blanc (pel·lícula del 1991)
Ullal blanc (títol original: White Fang) és una pel·lícula estatunidenca dirigida per Randal Kleiser, estrenada l'any 1991. Adaptació de la novel·la homònima de Jack London de 1906, conta l'amistat entre un jove investigador d'or de Yukon i un gos llop durant la febre de l'or de Klondike. Ha estat doblada al català.
Ullal blanc, el gos-llop, és interpretat per Jed, que és realment un híbrid, encreuament entre un llop i un malamut d'Alaska. Ha actuat a altres films com The Journey of Natty Gann de 1985
Una continuació titulada White Fang 2: Myth of the White Wolf, dirigida per Ken Olin, es va estrenar l'any 1994.

## Argument
Jack Conroy (Ethan Hawke) és un jove cercador d'or. S'aventura en les vastes extensions nevades d'Alaska a la recerca de la mina del seu pare mort. Troba dos buscadors d'or, Alex Larson (Klaus Maria Brandauer) i Skunker (Seymour Cassel), que l'acompanyaran en el seu viatge. En el curs del seu periple, un ramat de llops famolencs els ataquen. Abans de sucumbir, Skunker fereix mortalment una femella del ramat. Morirà poc temps després. El seu fill, un jove gos llop es troba sol al món. És capturat per l'indi Castor Gris (Pius Savage) que esdevé el seu mestre i el bateja Ullal Blanc per la blancor de les seves dents. A l'edat adulta, Ullal Blanc és separat del seu amo pel cruel Beauty Smith (James Remar) que vol convertir-lo en un gos de lluita. Ullal Blanc és entrenat per convertir-se en un assassí experimentat i cruel. Jack el salva durant un dels seus combats. Després d'un llarg període, neix una amistat entre el gos llop i l'home. Quan un grup de malfactors vol robar l'or de Jack Conroy i Alex Larson, que ara ja és el seu soci, Ullal Blanc és allà pels ajudar-los a combatre.

## Repartiment
- Ethan Hawke: Jack Conroy
- Klaus Maria Brandauer: Alex Larson
- Seymour Cassel: Skunker
- Susan Hogan: Belinda Casey
- James Remar: Beauty-Smith
- Bill Moseley: Luke
- Clint Youngreen: Tinker
- Pius Savage: Castor-Gris

## Banda original
Al principi, la música del film havia de ser composta únicament per Basil Poledouris. Els estudis la van rebutjar i van demanar a Hans Zimmer reescriure-ho tot en només 16 dies. Compondre aproximadament 80 minuts de música. El resultat no va seduir els estudis. Seleccionar finalment entre els dos treballs, la millor música per cada escena del film. Les músiques conservades són majoritàriament de Poledouris, té el crèdit principal per la banda original.
No existia àlbum per la banda original del film fins al 2012 i la música del film podia trobar-se únicament a bootlegs, àlbums qui no han estat comercialitzats

## Rebuda
Els crítics han destacat que l'adaptació cinematogràfica de la novel·la de Jack London estava lluny de ser-ne fidel. Malgrat això, el film ha rebut nombroses critiques positives. Els paisatges són apreciats per la seva bellesa. La interpretació dels actors va ser jutjada autèntica. L'aventura, qualificada de agradable i excitant, amb algunes puntes d'humor, així com de les escenes de suspens A Rotten Tomatoes, el film ha obtingut un 67 % al Tomatomètre.

## Al voltant de la pel·lícula
- Les escenes del film han estat rodades a Alaska prop de la ciutat d'Haines. La ciutat ha conservat els decorats que la productora han deixat per fer-ne un parc temàtic
- Ja que film va tenir èxit econòmic i va rebre critiques positives, Walt Disney Pictures va decidir realitzar una continuació titulada Ullal Blanc 2 (White Fang 2: Myth of the White Wolf). El film dirigit per Ken Olin va sortir el 15 d'abril de 1994.

## Premis
El 1993, el film va rebre un premi Genenis en la categoria « Feature Film - Family ».